# Golden Talents
Golden Talents ist das schweizweite Sportförderungsprogramm des Swisscom-Fachhandels. Potenzielle zukünftige Medaillengewinner werden auf ihrem Weg in die Weltelite unterstützt. Dabei profitieren talentierte Spitzensportler aus Sportarten mit wenig Sponsorengeldern von monatlichen Förderbeiträgen.

## Zweck und Funktionsweise
Um sich voll auf ihre Ziele konzentrieren zu können, sind die sportlichen Hoffnungsträger auf finanzielle Zustüpfe angewiesen. Golden Talents unterstützt 30 Spitzensportlerinnen und -sportler aus der ganzen Schweiz mit monatlichen Beiträgen. Die Selektion der Athleten erfolgt in Zusammenarbeit mit Swiss Olympic Association.
Kunden, die bei einem Swisscom-Fachhändler einen Artikel mit dem Golden-Talents-Kleber kaufen, leisten damit einen Beitrag von drei Franken, der zu 100 Prozent den Sportlern aus ihrer Region zugutekommt. 
Lokale Sportvereine haben die Möglichkeit, Golden Talents-Informationsmaterial in der Region zu verteilen, und so einen finanziellen Beitrag in die Vereinskasse auszulösen. Es werden bevorzugt Sportvereine berücksichtigt, welche beim Präventionsprogramm «cool and clean» von Swiss Olympic mitmachen.

## Geschichte
Golden Talents wurde im Juni 2006 mit einem Pilotprojekt in der Zentralschweiz lanciert. Schrittweise wurde das Programm in sechs weitere Regionen exportiert, bis es ab Juni 2008 nationalen Charakter aufwies.
Für ein Highlight in der Geschichte der Initiative sorgten die Olympischen Sommerspiele 2008 in Peking: Fünf der Golden Talents-Athleten konnten sich für eine Teilnahme qualifizieren. Ariella Kaeslin, als erfolgreichste unter ihnen, schaffte das beste je erreichte Resultat einer Schweizer Kunstturnerin bei Olympischen Spielen.